# Fornelo e Vairão
Fornelo e Vairão (oficialmente: União das Freguesias de Fornelo e Vairão) é uma freguesia portuguesa do município de Vila do Conde, com 10,85 km² de área e 2411 habitantes (censo de 2021). A sua densidade populacional é 222,2 hab./km².

## História
Foi constituída em 2013, no âmbito de uma reforma administrativa nacional, pela agregação das antigas freguesias de Fornelo e de Vairão.

## Património
- Mosteiro de Vairão
- Capela de São João da Igreja de Vairão
- Igreja de Fornelo
- Capela de Nossa Senhora da agua redonda
- Capela de Santo Ovídio[4]
- Capela de Nossa Senhora da Glória
- Capela de Nossa Senhora da Lapa
- Capela de Santo António
- Capela do Senhor dos Passos
- Capela de Nossa Senhora da Espectação

## Demografia
A população registada nos censos foi:
| Distribuição da População por Grupos Etários | Distribuição da População por Grupos Etários | Distribuição da População por Grupos Etários | Distribuição da População por Grupos Etários | Distribuição da População por Grupos Etários | Distribuição da População por Grupos Etários |
| -------------------------------------------- | -------------------------------------------- | -------------------------------------------- | -------------------------------------------- | -------------------------------------------- | -------------------------------------------- |
| Antes da agregação                           |                                              |                                              |                                              |                                              |                                              |
| Ano                                          | 0-14 anos                                    | 15-24 anos                                   | 25-64 anos                                   | >= 65 anos                                   | Total                                        |
| 2001                                         | 469                                          | 392                                          | 1474                                         | 360                                          | 2695                                         |
| 2011                                         | 422                                          | 285                                          | 1515                                         | 421                                          | 2643                                         |
| Após a agregação                             |                                              |                                              |                                              |                                              |                                              |
| Ano                                          | 0-14 anos                                    | 15-24 anos                                   | 25-64 anos                                   | >= 65 anos                                   | Total                                        |
| 2021                                         | 311                                          | 266                                          | 1297                                         | 537                                          | 2411                                         |